# 孟塬镇
孟塬镇，是中华人民共和国陕西省渭南市华阴市下辖的一个乡镇级行政单位，辖区属渭河平原黄土台塬区。

## 行政区划
孟塬镇下辖以下地区：
华山站社区、遆红村、司家村、红旗村、冯池村、池坡村、晓鹏村、彭家村、大寨村、北城村、孙寨村、宋峪村、马村、严家村、三义村、蔡家村、柏庙寨村、营里村、蒲峪村、涧东村、贺家村、余家村、王沟村、西王村、云霄村和秦峪村。